# Minh Côi
Minh Côi là một xã thuộc huyện Hạ Hòa, tỉnh Phú Thọ, Việt Nam.
Xã có diện tích 9,75 km², dân số năm 1999 là 2.499 người, mật độ dân số đạt 256 người/km².